# Consiglio Giustizia e Affari interni
Il Consiglio Giustizia e Affari interni (in inglese Justice and Home Affairs Council, JHA) è una delle formazioni con la quale si riunisce il Consiglio dell'Unione Europea ed è composto dai ministri della giustizia e dell'interno dei 27 Stati membri dell'Unione europea.

## Composizione
Il JHA è composto dai ministri della giustizia e dell'interno dei 27 Stati membri dell'Unione europea: alcuni degli stati membri inviano un rappresentante per entrambe le aree, mentre altri sono rappresentati da un unico ministro.
Partecipano agli incontri anche il Commissario europeo per gli affari interni e il Commissario europeo per la giustizia, i diritti fondamentali e la cittadinanza.

## Competenze
La sezione giustizia e affari interni del Consiglio si occupa di legiferare in materia di:
- Libera circolazione degli individui, asilo e immigrazione
- Cooperazione giudiziaria in materia civile
- Cooperazione giudiziaria in materia penale
- Polizia e cooperazione doganale
- Cittadinanza europea
- Politiche contro la discriminazione
- Lotta al terrorismo
- Lotta alla criminalità organizzata
- Lotta al traffico di esseri umani
- Politiche antidroga
- Giustizia, libertà e sicurezza

## Procedura legislativa
Dall'entrata in vigore del Trattato di Lisbona, il Consiglio prende le sue decisioni sulla maggior parte delle legislazioni riguardanti giustizia e affari interni in codecisione con il Parlamento europeo seguendo così la procedura legislativa ordinaria.